# Ровненский сельский совет (Генический район)
Ровненский сельский совет (укр. Рівненська сільська рада) — входит в состав
Генического района
Херсонской области
Украины.
Административный центр сельского совета находится в 
с. Ровное.

## История
- 1922 — дата образования.

## Населённые пункты совета
- с. Ровное
- с. Викторовка
- с. Владимировка
- с. Гордиенковцы
- с. Запорожец
- пос. Коммунарское
- с. Малиновка
- с. Муравейник
- с. Новый Мир
- с. Сергеевка